# Поведінкові фінанси
Поведінкові фінанси (англ. Behavioral finance) — це новий напрям фінансової науки, головне завдання якого пояснити специфічні особливості прийняття фінансових рішень, на основі поєднання теоретичних основ психології, а також економічної і фінансової теорії.

## Сутність
Поняття «поведінкових фінансів» характеризується вченими з різних сторін. Фундаментом для всіх тлумачень є те, що поведінкові фінанси безпосередньо пов'язані з фінансовою теорією та психологією. З одного боку, поведінкові фінанси вважають прогресивною альтернативою класичним і неокласичним теоріям, з іншого — акцент у цій науці дослідники ставлять на вивчення впливу поведінкових чинників та прийняття фінансових рішень інвесторів та впливу прийняття фінансових рішень на ситуацію фінансового ринку. Згідно з М.Севелла, поведінкові фінанси — вчення, яке досліджує вплив психології на поведінку фінансових фахівців і подальший ефект на ринках. У наш час також дуже складним і суперечливим є питання хронологічних меж сучасних поведінкових фінансів.
Поведінкове фінансування зазвичай включає п'ять основних понять:
- Психічний облік : Психічний облік стосується схильності людей виділяти гроші на конкретні цілі.
- Поведінка стада: поведінка стада говорить про те, що люди прагнуть наслідувати фінансову поведінку більшості стада. Гердинг відомий на  фондовому ринку, тому що він викликає різкі акції та розпродажі.
- Емоційний розрив: емоційний розрив відноситься до прийняття рішень на основі екстремальних емоцій або емоційних напружень, таких як тривога, гнів, страх або хвилювання. Часто емоції є ключовою причиною, чому люди не роблять раціонального вибору.
- Прив'язка: прив'язка відноситься до прив'язки рівня витрат до певної бази. Приклади можуть включати витрати, що послідовно базуються на рівні бюджету, або раціоналізувати витрати на основі різних послуг задоволення.
- Самопризначення: Самопризначення відноситься до тенденції робити вибір на основі впевненості в знаннях, заснованих на власних силах. Самопризначення зазвичай випливає із внутрішньої впевненості певної місцевості. У межах цієї категорії люди прагнуть ранжувати свої знання вище за інших.

Центральне питання поведінкових фінансів — це пояснення, чому учасники ринку допускаються систематичних помилок всупереч припущенням раціональних учасників ринку. Такі помилки впливають на ціни та прибуток, створюючи ринкову неефективність. Також досліджується, як інші учасники ринку користуються такою ринковою неефективністю.
Поведінкові фінанси підкреслюють, що такі неефективності, як недостатня або занадто сильна реакція на інформацію, є причинами ринкових трендів та у надзвичайних випадках — виникнення «економічних бульбашок» та обвалів ринків. Такі реакції пояснюються обмеженою увагою інвестора, надмірною самовпевненістю, надмірним оптимізмом, мімікрією (стадний інстинкт) та шумовим трейдингом. Технічні аналітики вважають поведінкові фінанси «академічним кузеном» поведінкової економіки і теоретичною основою технічного аналізу.

## Становлення і роль у сучасному світі
Головним чинником впливу на становлення і подальший розвиток поведінкових фінансів є неспроможність неокласичної теорії пояснити ряд аномалій, які виникають внаслідок нераціональних рішень суб'єкта господарювання.
У класичну епоху і Адам Сміт, і Джеремі Бентам написали детальні спостереження щодо наслідків  психології грошей. Багато дослідників втратили інтерес до ідеї використання психології у фінансах до другої половини 1900-х років, коли було більше доказів на її підтримку.
У  1957 році американський психолог Л. Фестингер сформулював відому теорію «когнітивного дисонансу», сутність якої полягає в тому, що коли ситуація в реальному житті складається не так як запланував індивід, то виникає певний дисонанс, тобто людина вступає в суперечність із самою собою, підлаштовуючи всі наявні результати і факти під себе, аніж змінюючи власну точку зору. Послідовники праць Фестингера, американські психологи Д. Канеман та Е. Тверскі сформулювали так звану «теорію можливостей» (Prospect Theory). Саме ця теорія і стала основоположною для поведінкових фінансів. На противагу першому підходу, сучасні науковці вважають, що як наука поведінкові фінанси виникли в 1985 році і пов'язані публікацією De Bondt and Thaler (1985) про надреакцію фондового ринку.
Найбільш вагомий внесок в розвиток теорії поведінкових фінансів здійснили американські дослідники, зокрема, дослідженням прийняття фінансових рішень в умовах невизначеності та ризику займались Д. Канеман та А. Тверскі [19]; проблематиці неефективності фінансового ринку присвячені праці Р. Талера та В. ДеБондта [17], Р. Шиллера, Дж. Акерлофа, А. Шлейфера та Р. Вішни [13]. Деякі аспекти поведінкових фінансів, наприклад, напряму фінансової науки, стали об'єктом наукових досліджень таких вчених, як Т. Кізима [16], Г. Беккер та Р. Новсінгер [2], М. Помпіан [8], П. Бернстайн [12]. Слід відзначити, що у вітчизняній науковій літературі поведінковим фінансам приділена недостатня увага.
Біхевіористи та фінансові теоретики в останні роки почали більш повно вивчати цю тему. Вони намагаються зрозуміти, як люди думають, приймаючи інвестиційні рішення, і які моделі вони можуть побудувати, щоб використовувати цю інформацію на власну користь. Документ Даніеля Канемана " Теорія перспектив: аналіз рішення під ризиком ", мабуть, є одним із найзначніших у сучасності.
Раніші дослідження були більш емпіричними. Вони проводили спостереження за ключовими подіями та вимірювали відповіді як на індивідуальному, так і на груповому рівнях. Сучасні теоретики доклали додаткових зусиль і почали робити нейро-карти для виявлення частин мозку, які можуть відповідати за ключові рішення. В сучасних умовах дослідження даної галузі є надзвичайно важливим через те, що поведінкові фінанси спроможні пояснити ірраціональність поведінки суб'єкта господарювання під час прийняття фінансових рішень, а також дають можливість оцінити ефективність ринків. Через зростаючу тенденцію практичного застосування поведінкових фінансів, зростає й актуальність дослідження теоретичного аспекту даного напряму фінансової науки. Впродовж останніх двох століть, науковці намагаються узагальнити й систематизувати усі емпіричні напрацювання задля того, щоб визначити причину появи і можливі наслідки ринкових аномалій, а також дати адекватну оцінку і пояснення поведінки індивідів. Однак, більше уваги сьогодні потребують саме дослідження теоретичних аспектів функціонування поведінкових фінансів, а саме визначення сутності даного поняття, його взаємозв'язків з іншими економічними категоріями та характеристики основних теорій сучасних поведінкових фінансів.

## Зв'язок з іншими науками
У наш час поведінкові фінанси взаємопов'язані з багатьма іншими науками. Головна особливість поведінкових фінансів полягає в їх інтеграції з різними теоріями, школами і напрямами. Поведінкові фінанси пов'язані з багатьма сучасними науками, такими як:
·        Фінанси: Поведінкові фінанси використовують ідентичні методи та категорії, мають однаковий об'єкт та предмет вивчення.
·         Поведінкова економіка: Методи дослідження досить подібні, але предмет і об'єкт вивчення є більш конкретизованим
·        Соціологія: Використання соціологічних методів дослідження для виявлення поведінки потенційного інвестора
·         Психологія: Використання психологічних методів дослідження задля виявлення особистих якостей та характеристик потенційного інвестора
·        Культурологія: Розгляд поведінки потенційного інвестора з точки зору його менталітету та культурної належності.

## Класифікація і теорії поведінкових фінансів

### Класифікація поведінкових фінансів (за М. Міллера)
Американський економіст М.Міллер вказує на те, що дослідження у сфері фінансів поділяються на два напрями: мікронормативний (присвячений індивідуальному прийняттю рішень і пов'язаний з підходом, що використовують сучасні бізнес-школи з метою навчання студентів прийняттю ефективних фінансових рішень) і макро-нормативний (пов'язаний із дослідженнями, притаманними економічним департаментам університетів, головною метою яких є виведення динаміки цін активів з поведінки індивідів) Мікро-поведінкові фінанси документують поведінкові помилки приватних інвесторів та їх наслідки, макро-поведінкові фінанси зацікавлені в визначенні того, як поведінка економічних агентів визначає ціни активів та пояснює їх динаміку.

### Теорії використання поведінкових фінансів Т. Ващенка
Кандидат економічних наук Ващенко Т. В. з точки зору практичного використання поведінкових фінансів виділяє чотири основних теорії.
1.Теорія перспектив. Загалом дана теорія має описовий характер, але базується на результатах сотень проведених досліджень. В цих експериментах учасникам пропонували обрати альтернативний варіант в умовах невизначеності та ризику. Дані дослідження показали, що люди певною мірою є неефективними переробниками інформаційних потоків, бо приймають спонтанні рішення швидше за ті, які засновані на обережній логіці. Основні положення поведінкової теорії перспектив і її відмінність від класичних теорій очікуваної корисності і раціональних очікувань полягають в наступному: — у теорії перспектив корисність кожного результату зважується відповідно до його імовірності; — альтернативою функції корисності, яка використовується в класичній теорії, в теорії перспектив виступає функція вартості, яка визначена не на підсумковому добробуті суб'єкта, а на величинах, які є в даному конкретному випадку «виграшними» і «програшними» і розділяються деякою «точкою байдужості». При цьому точка байдужості в різних ситуаціях може бути різною. Основою для даних припущень є три основні чинники, що стосуються поведінки людей в умовах невизначеності і ризику: боязнь втрат, прагнення до визначеності, а також нелінійність переваг.
2.Теорія поведінки інвесторів. Сутність теорії полягає в тому, що інвестори недостатньо швидко реагують на нові потоки інформації (як негативні, так і позитивні), які надаються ринком щодо компаній-емітентів. Американський економіст А.Шлейфер пояснив це твердження, яке згодом отримало назву «ефект консерватизму». Він полягає у недостатній реакції на негативну інформацію, що досить часто спостерігається в ситуаціях, коли інформація не відповідає уявленням про компанію-емітента. Некоректна робота з моделями теорії імовірності, а також невчасна реакція безсумнівно спричинюють втрати. Неправильне використання на практиці моделей теорії ймовірностей полягає в тому, що, ґрунтуючись на серії адекватної інформації про компанії, інвестори передбачають збереження позитивної тенденції і в майбутньому. Дане невиправдане переконання знову веде до переоцінки акцій і зниження доходу їх власників.
3.Теорія шумової торгівлі. Ця теорія полягає в тому, що на ринку постійно присутні неперевірені дані, чутки, які називаються «шумовими трейдерами». В таких умовах рішення частіше приймаються не на основі достовірної та адекватної інформації, а під проводом шуму.
4.Теорія впливу психологічних якостей трейдера на ефективність проведених ним операцій. За цією теорією потенційний учасник ринку обов'язково повинен мати низку якостей, таких як: відсутність бажання підкорити собі ринок і почати його контролювати; здатність розпізнати стан стресу та виробляти захисні механізми проти необдуманих дій; здатність абстрагуватись від власних емоцій і переживань; — здатність враховувати вплив негативних установок, уподобань і настроїв. Наявність перерахованих рис породжує так званий «трейдерний оптимізм» — умова успішної діяльності на фондовому ринку.

### Класифікація суб'єктивних факторів поведінкових фінансів
Сучасні вчені Лісіцина В. П. та Ващенко Т. В. стверджують, що всі суб'єктивні фактори поведінкових фінансів варто поділити на дві великі групи:
– фактори, пов'язані з помилковим сприйняттям дійсності або неправильною оцінкою реальної ситуації(вплив способу подачі інформації (як значимої, так і не зовсім) на оцінку ситуації та формування відповідного рішення; дія так званого «ефекту якоря») ;
– емоційні фактори, закладені в людській природі, які впливають на поведінку людей(«ефект консерватизму», «ефект визначеності», «відраза до втрат», «ефект компетентності», «ефект капкана»).
Саме ці чинники і фактори пояснюють ірраціональну поведінку індивідів на фінансовому ринку. Практичне застосування цих ефектів посприяло виокремленню поведінкових фінансів у самостійний напрям сучасної фінансової науки. Не зважаючи на свій ще досить юний науковий вік, поведінкові фінанси здобувають все більше і більше прихильників в особах теоретиків і практиків економічних та фінансових дисциплін. Розуміння психології прийняття різноманітних фінансових рішень та здатність уникати ризиків — мабуть половина успіху будь-якого фінансового проекту.

### Традиційна фінансова теорія
Традиційні фінанси включають такі переконання:
- І ринок, і інвестори є абсолютно раціональними
- Інвестори по-справжньому дбають про утилітарні характеристики
- Інвестори мають ідеальний самоконтроль
- Їх не плутають когнітивні помилки чи помилки обробки інформації

### Теорія поведінкових фінансів
Особливостями поведінкового фінансування є:
- Інвесторів трактують як «нормальних», а не «раціональних»
- Вони фактично мають обмеження у своєму самоконтролі
- На інвесторів впливають власні упередження
- Інвестори роблять когнітивні помилки, які можуть призвести до неправильних рішень

## Спостереження у поведінкових фінансах
Протягом багатьох років дослідники зробили кілька цікавих спостережень у цій галузі. Вони детально задокументували кожен і запропонували, що наступне можна використовувати як показники майбутньої поведінки.

### 1. Страх втрати більше мотивує, ніж нагороди за успішне інвестування
Інвестори вкладають свої гроші в активи, щоб вони могли заробити більше грошей. Однак, як тільки вони інвестують, страх втратити свої гроші, здається, переважає у їхній свідомості.
Інвестори часто тримаються на втрачений актив із гордості. Навіть коли актив продовжує знижуватися у вартості, вони відмовляються визнати, що прийняли погане інвестиційне рішення і чіпляються за нього, сподіваючись, що вони зможуть повернути свої гроші. Зазвичай цього не буває, і вони закінчуються ще більшими втратами.

### 2. Люди вірять, у що хочуть вірити
Люди, як правило, ігнорують погані новини про інвестиції та аналіз, навіть коли їхні гроші ставлять під загрозу. Божевілля посилюється, коли вони використовують марну та невідповідну інформацію для підтримки рішення, яке хочуть прийняти. Успішні інвестори знають об'єктивно дивитися на речі і утримуються від надмірного оптимізму при прийнятті рішення.

### 3. Інвестори часто переконані, коли мають невелику кількість інформації
Раціонально, ви можете припустити, що інвестори будуть менш впевнені, коли їм буде менше інформації. На жаль, вони історично легко були впевнені добрими новинами. Коли фондовий ринок працював добре, вони вважали, що можна заробити багато грошей за невелику роботу.

### 4. Усі долари не обробляються однаково
Більшість людей думають, що долар — це долар, незалежно від того, як ви його крутите. Але згідно з деякими теоріями та спостереженнями, це не так. Люди, як правило, приносять більше грошей на зароблену копійку, ніж на три, які могли б заощадити. Крім того, гроші, отримані через спадщину, часто витрачаються більш ощадливо, ніж гроші, над якими бенефіціар інакше працював би.
Мудрі люди керують своїми грошима однаково незалежно від того, звідки вони походять. Вони також так само важко заощаджують гроші на податках, як і заробляючи їх.

### 5. Докладні описи впливають на інвесторів більше, ніж нудні (але більш відповідні) факти
На людей часто більше впливає звіт на п'яти сторінках із фантазійною графікою, ніж набір жорстких даних. Кілька фрагментів даних можуть бути більш релевантними та корисними для прийняття рішення, але тривалий та захоплюючий звіт, здається, сильніше впливає на багатьох людей. Це навіть той випадок, коли вони не шукають чогось конкретного або не мають передумов щодо того, що шукають.

### 6. Рішення важче прийняти, коли у споживачів багато варіантів
Навіть коли вони купують майже однакові товари за аналогічними цінами, споживачі часто паралізуються, коли справа доходить до прийняття рішення. Багато разів вони роблять випадковий вибір, а не оцінюють продукти для прийняття обгрунтованого рішення. Чим більше варіантів вони стикаються, тим важче їм вибирати раціонально.

### 7. Люди часто використовують довільну або невідповідну метрику для присвоєння значення
Інвестори та споживачі часто придумують випадковий спосіб визначити вартість цінного папера або товару. Ця концепція відома як прив'язка.
Одним із прикладів є те, коли інвестори дивляться на високу та низьку ціну цінного папера протягом року і припускають, що цінні папери завжди будуть торгувати в цьому ціновому діапазоні. Якщо це торгівля на низькій стороні, вони купують її з очікуванням, що вона збільшиться. Звичайно, він може — і це часто — переходить на нову низьку територію, залишаючи інвесторам значні збитки.
Інший приклад — батьки, які зобов'язують витратити встановлену суму — скажімо, 15 % від грудневого доходу — на різдвяні подарунки, внаслідок чого придбати легковажні подарунки, які їхні діти не хочуть. Як би химерно це не звучало, деякі батьки дотримуються таких жорстких і швидких правил.

### 8. Психічний облік
Психічний облік — це коли люди ділять гроші на різні рахунки з суб'єктивних причин. У них може бути рахунок, щоб заощадити на наступних літніх канікулах, один на різдвяні подарунки та один на навчання в коледжі їхніх дітей. Це може допомогти їм відчути себе більш організованими, але це може призвести до нестабільного фінансового планування та небажання переводити гроші з рахунку з низьким доходом на більш прибутковий.

### 9. Помилковість азартних гравців
Люди, як правило, переконливі та нелогічні при прогнозуванні випадкових майбутніх подій. Одна з помилок, яку вони роблять — це думка, що минулі події мають будь-який зв'язок з майбутніми подіями.
Наприклад, якщо хтось перевертає монету двічі, і вона щоразу піднімає хвости, вони, ймовірно, мають більше шансів на те, що монета стане головою далі. Вони припускають, що закон середніх розмірів працює, не враховуючи, що монета так само ймовірно, що наступного разу з'явиться головою.
Ось скільки людей переглядають торгові стратегії на основі випадкових рухів цін. Це також пояснює важкий час, коли люди отримують прибуток від торгових стратегій технічного аналізу, а також сумніви багатьох фінансових фахівців щодо самого технічного аналізу. Вони стверджують, що на ринку немає пам'яті і що спроби прогнозувати його, виходячи з попередніх змін цін, є вправністю. Є хороший шанс, що вони праві.

### 10. Робіть більше уваги на останніх подіях, а не на розгляді всіх подій разом
Люди припускають, що останні та актуальні події йдуть рука об руку. Це правда певною мірою, але в багатьох випадках це обгрунтування не має сенсу. Інвестори часто дивляться на найактуальніший звіт групи аналітиків, які мали доступ до однієї і тієї ж інформації і вважають, що вона правильна. Вони не вважають, що всі аналітики перед ними переглядали одні й ті самі дані за один і той же часовий проміжок, але прийшли до різних результатів. Це майже так, як якщоби раніше події чи дослідження були статистично незначними і не заслуговували на включення до вибірки.

### 11. Тиск для відповідності переконанням інших
Люди йдуть з потоком і роблять ті самі помилки, що і всі інші навколо. Це пов'язано або з необхідністю прийняття, або неможливістю визнати, що великі групи можуть помилятися.
Це одні з найбільш часто зафіксованих явищ у поведінкових фінансах. Вони спостерігалися протягом періодів десятиліть чи століть. Біхевіористи та фінансові дослідники постійно шукають більш тонкі та доброякісні приклади того, як психологія впливає на фінансові рішення та як ми можемо використовувати цю інформацію на нашу користь.
Традиційно біхевіористичні фінанси досліджують взаємозв'язок фінансових рішень і психології на макрорівні. Вони допомагають зрозуміти чому окремі особи купують або продають фінансові інструменти, ігноруючи результати фундаментального аналізу та ведуть себе ірраціонально в прийнятті фінансово-інвестиційних рішень.